# Антонія (Вармінсько-Мазурське воєводство)
Антонія (пол. Antonia) — село в Польщі, у гміні Розоги Щиценського повіту Вармінсько-Мазурського воєводства.
Населення — 35 осіб (2011).

## Демографія
Демографічна структура станом на 31 березня 2011 року:
|          | Загалом | Допрацездатний вік | Працездатний вік | Постпрацездатний вік |
| -------- | ------- | ------------------ | ---------------- | -------------------- |
| Чоловіки | 17      | 4                  | 12               | 1                    |
| Жінки    | 18      | 5                  | 10               | 3                    |
| Разом    | 35      | 9                  | 22               | 4                    |